# Kultura Majiayao

Lokalizacja kultury Majiayao

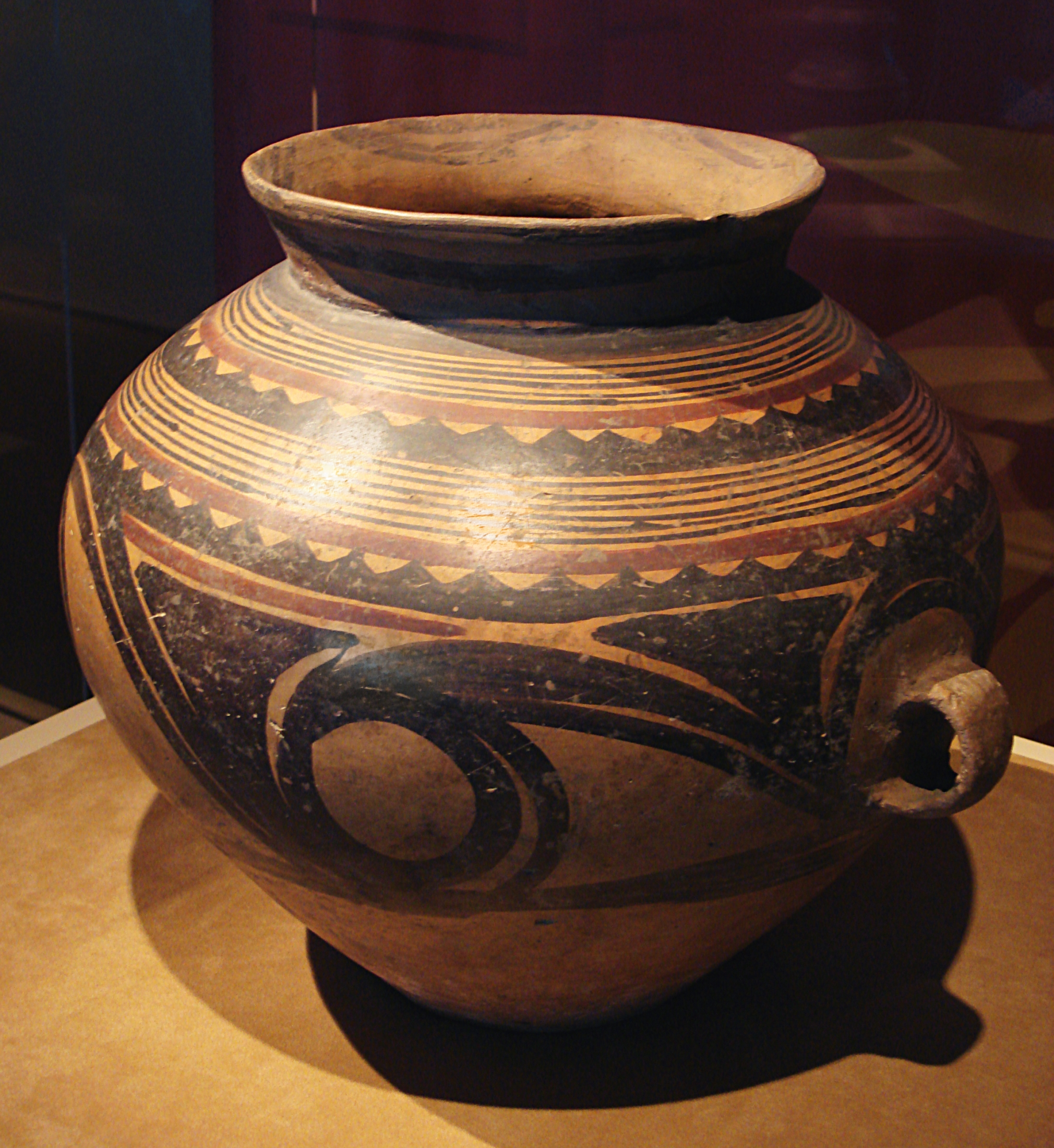
Przykład ceramiki kultury Majiayao

Kultura Majiayao (chiń. upr. 马家窰文化; chiń. trad. 馬家窰文化; pinyin Mǎjiāyáo wénhuà) – chińska kultura neolityczna. Datowana na okres 3100–2700 p.n.e., obejmowała w przybliżeniu obszar dzisiejszych Gansu, Qinghai i Ningxia. Przez niektórych badaczy uważana jest za odgałęzienie kultury Yangshao. Jej pierwsze pozostałości odkryto w 1923 roku w powiecie Lintao w prowincji Gansu.
Charakterystyczną cechą kultury Majiayao jest bogato zdobiona czarną farbą ceramika, na której malowano abstrakcyjne wzory oraz postaci zwierzęce i ludzkie. Na jej stanowiskach odkryto również najstarsze w Chinach narzędzia wykonane z miedzi i brązu.